# Huis te Leur
Huis te Leur is een historische buitenplaats ten noorden van het plaatsje Leur in de provincie Gelderland. Het door tuinen en een landschapsbos omringd huis is in 1778 in opdracht van Christiaan W.H. baron van Balveren gebouwd. Het landgoed is een rijksmonument.

## Geschiedenis
In 1748 werd de heerlijkheid Leur gekocht door de Gelderse edelman Gerrit Willem van Balveren (1713-1752) van Thomas Cornelis van de Marck. Samen met zijn vrouw Jacoba van Bassenn heeft hij echter waarschijnlijk niet op Leur gewoond. Na hun overlijden werd hun zoon Christiaan Willem Hendrik van Balveren heer van Leur. Hij liet in 1778 het tegenwoordige huis bouwen en het park aanleggen als buitenplaats. Hoewel hij in Venlo woonde, verbleef hij zeer regelmatig in Leur.
Christiaan overleed in 1789 en de buitenplaats werd verhuurd aan zijn weduwe Wilhelmina Johanna Lebuina barones van Fridagh. Zij hertrouwde al snel met Karel Onuphrius Roeland baron van Pabst (1750-1832) en verliet daarop het huis. 
In 1808-1809 werd het huis verhuurd aan Jhr. Jan Anthony Boreel de Mauregnault en Jacoba Catharina Henrietta Craan. 
In 1817 overleed Wilhelmina zij nadat ze was teruggekeerd op het huis. Hierna werd haar tweede zoon, Coenraad Johan Willem Adriaan baron van Balveren (1783-1847) heer van Leur en eigenaar van het landgoed. Hij was vanaf 1817 Burgemeester van Bergharen en bekleedde nog diverse andere bestuurlijke functies. Hij woonde op het huis met zijn twee ongetrouwde zussen.
Coenraad werd na zijn dood opgevolgd door zijn broer Walraven Elias Johan baron van Balveren (1784-1865). Via een aantal verervingen bleef het huis tot 1920 in handen van het geslacht Van Balveren. Toen overleed de laatste mannlijke telg uit dit geslacht, mr. Walraven Elias Johan (1857-1920). Zijn erfgenaam mr. Bernhard Frederik baron van Verschuer (1883-1971) werd de nieuwe eigenaar. Leur is nog steeds in het bezit van de familie Van Verschuer.

## Beschrijving en ligging
Het dorp Leur, dat slechts 50 huizen telt, is ontstaan op een zandrug van de Maas. Het Huis te Leur is gelegen ten noorden van de dorpskern aan de Van Balverenlaan 8. Het huis is gebouwd op een bebost gedeelte van de zandrug en kijkt uit over broeklanden. Tot het rijksmonument behoren naast het hoofdgebouw ook de historische tuin en parkaanleg, het bouwhuis met schuur, de hekposten, duiventil, moestuinmuur, de kas en het prieel.
Het huis is gebouwd door aannemer J. Burgers en meester-metselaar A. Dibbits. Het heeft een vierkant grondplan van 15x15 meter, twee bouwlagen en een zolder. Het dak is een schilddak met vier schoorstenen. Kenmerkend is de voorgevel van het huis in een classicistische Lodewijk XVI-stijl. Het aanzicht van het huis wordt bepaald door de midden- en pronkrisaliet (de centrale gevelvoorsprong) met het wapen van het geslacht Van Balveren. In de tweede helft van de 19e eeuw zijn de dubbele pilasters naast de deur, het balkon en het fronton toegevoegd.
In het midden van de 19e eeuw was er een plan tot uitbreiding met twee kleine zijvleugels en een koetshuis. Dit is echter niet gerealiseerd. Later werd wel een kleine aanbouw aan de achterzijde gemaakt met een extra toegang. Toen Coenraad van Balveren burgemeester was bevond zich linksvoor de gemeentesecretarie. Daartoe werd ook een aanbouw aan de linkerkant gemaakt, die inmiddels weer is verwijderd.
In 1929 werd de kap vernieuwd en voorzien van dakkapellen ten behoeve van op de zolder nieuw gerealiseerde kamers.
Net als de buitenzijde is de indeling van binnen ook symmetrisch. Op de begane grond bevinden zich twee kamers aan de voorkant. Aan de achterkant is de keuken en een kelder met opkamer. Op de etage bevindt zich aan de voorkant een salon en een herenkamer en aan de achterkant de slaapkamers. In 1978 werd het huis van binnen gerenoveerd.
In het huis hangt een bijzondere collectie familieportretten van de 16e eeuw tot heden.

## Tuinen
De tuinaanleg en het bosgebied om het huis weerspiegelt nog redelijk goed de aanleg zoals die in de 18e eeuw is gedaan. Dit komt vooral doordat in de directe omgeving geen industrie of nieuwbouw is ontstaan.
De oprijlaan nadert het huis van de zijkant, uit het westen, en niet van voren zoals men mag verwachten. Daardoor kijkt het huis vrij uit over weilanden. De toegang naar het huis vanaf de oprijlaan liep eerst in het midden van de voortuin, maar is later vervangen door een dubbele gekromd pad. Bij deze toegangen staan hardstenen hekposten uit 1928 met zittende leeuwen en de wapens van de families Van Verschuer en Van Balveren.
Achter het huis ligt een ommuurde moestuin. Erachter ligt het bouwhuis, een bijgebouw voor tuinpersoneel en dat tevens diende als koetshuis. Het voorhuis is laat-17e-eeuws en het koetshuis laat-18e-eeuws. Het heeft een met riet en pannen gedekt wolfsdak.
Tussen het huis en het bouwhuis staat een grote vroeg-19e-eeuwse schuur met gepotdekselde wanden. Ten noorden van het huis is in 1778 een grote visvijver aangelegd. De lanenstructuur van het aangelegde bos heeft een stervorm. Tot het landgoed behoren ook percelen bouwland. Op een van de weilandjes is in 1913 een duiventil gebouwd. In de jaren zestig van de 20e eeuw is rechts van het huis een tennisbaan aangelegd.

## Fotogalerij

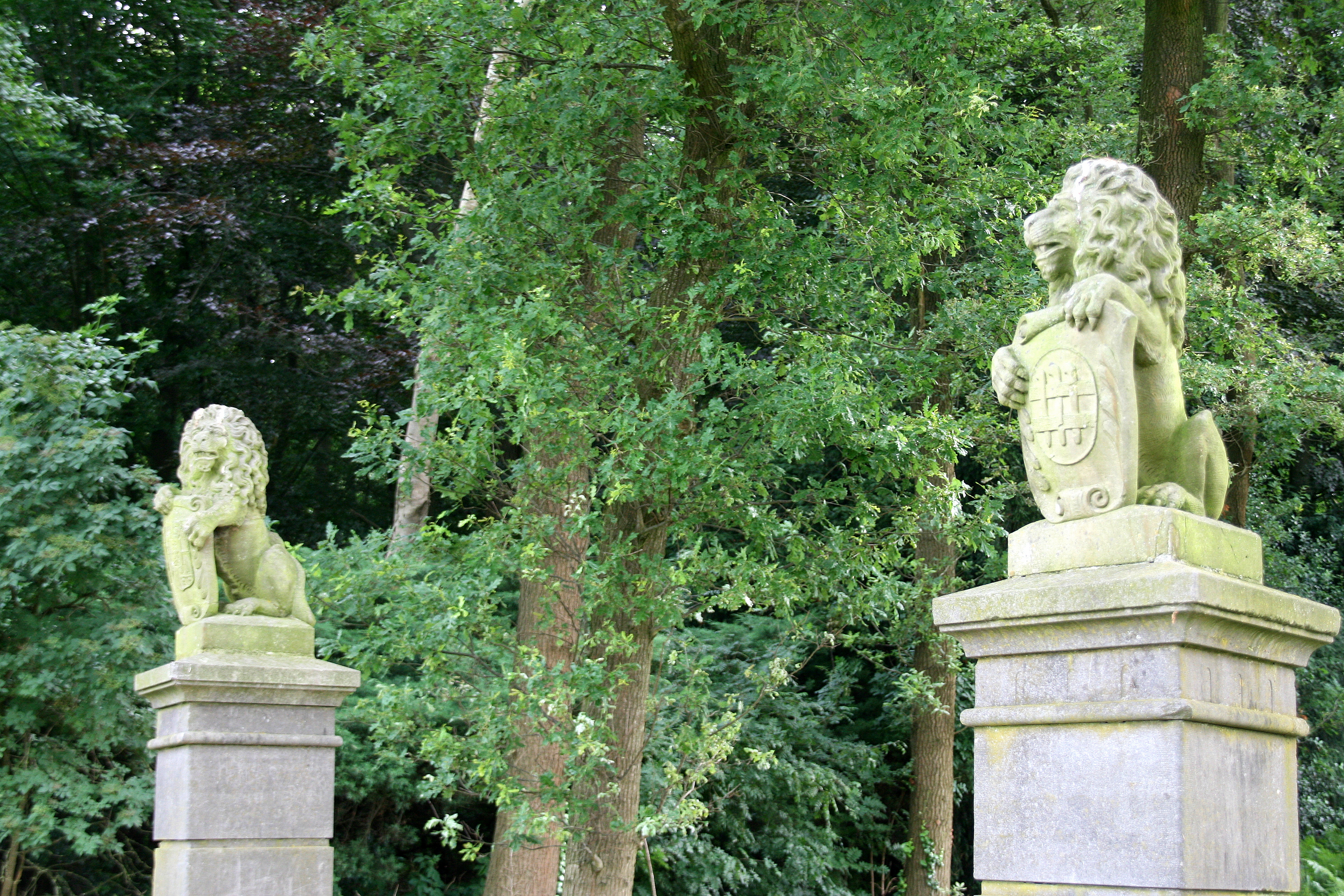
Hekposten (2012)
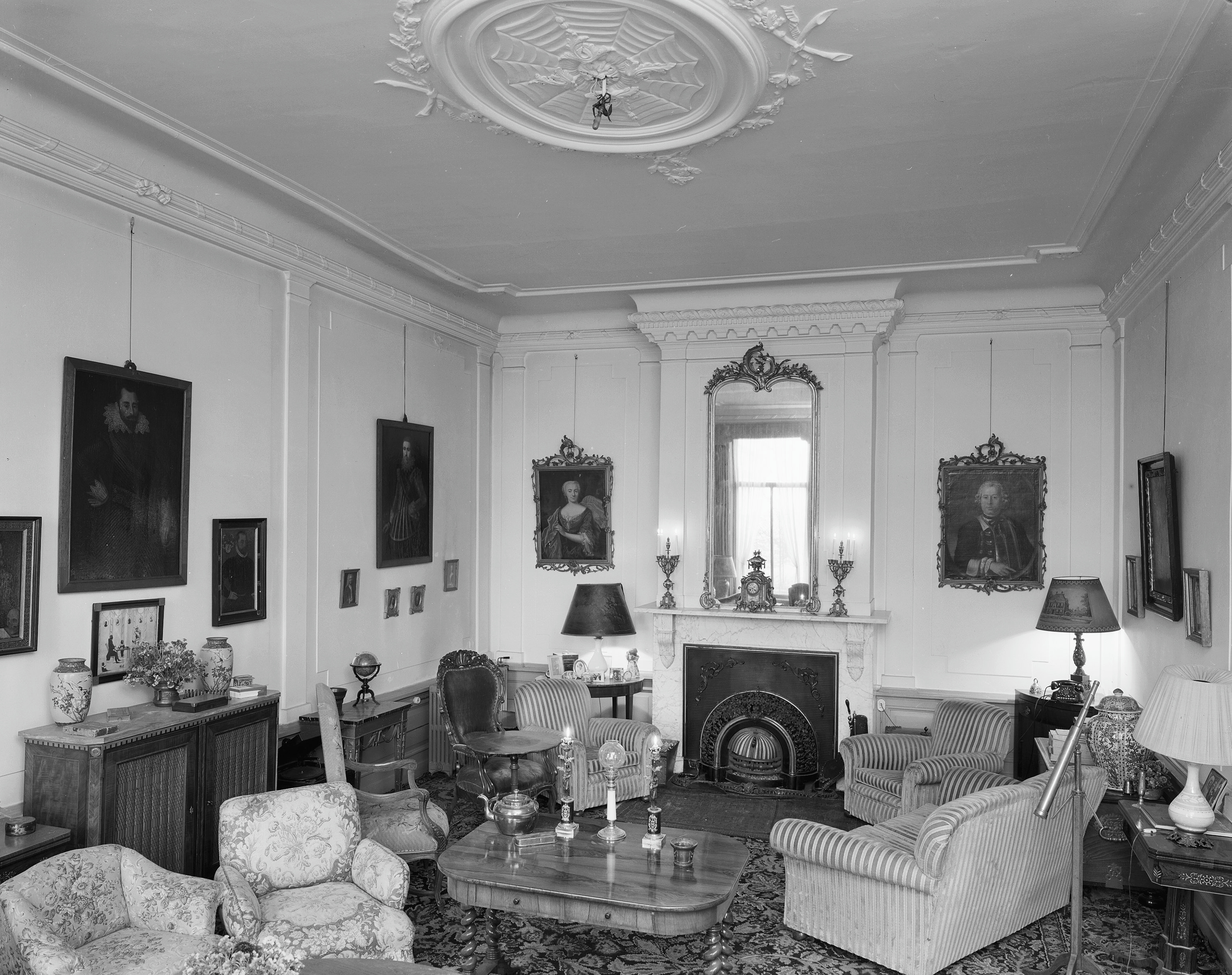
Grote zaal op de eerste verdieping (1977)
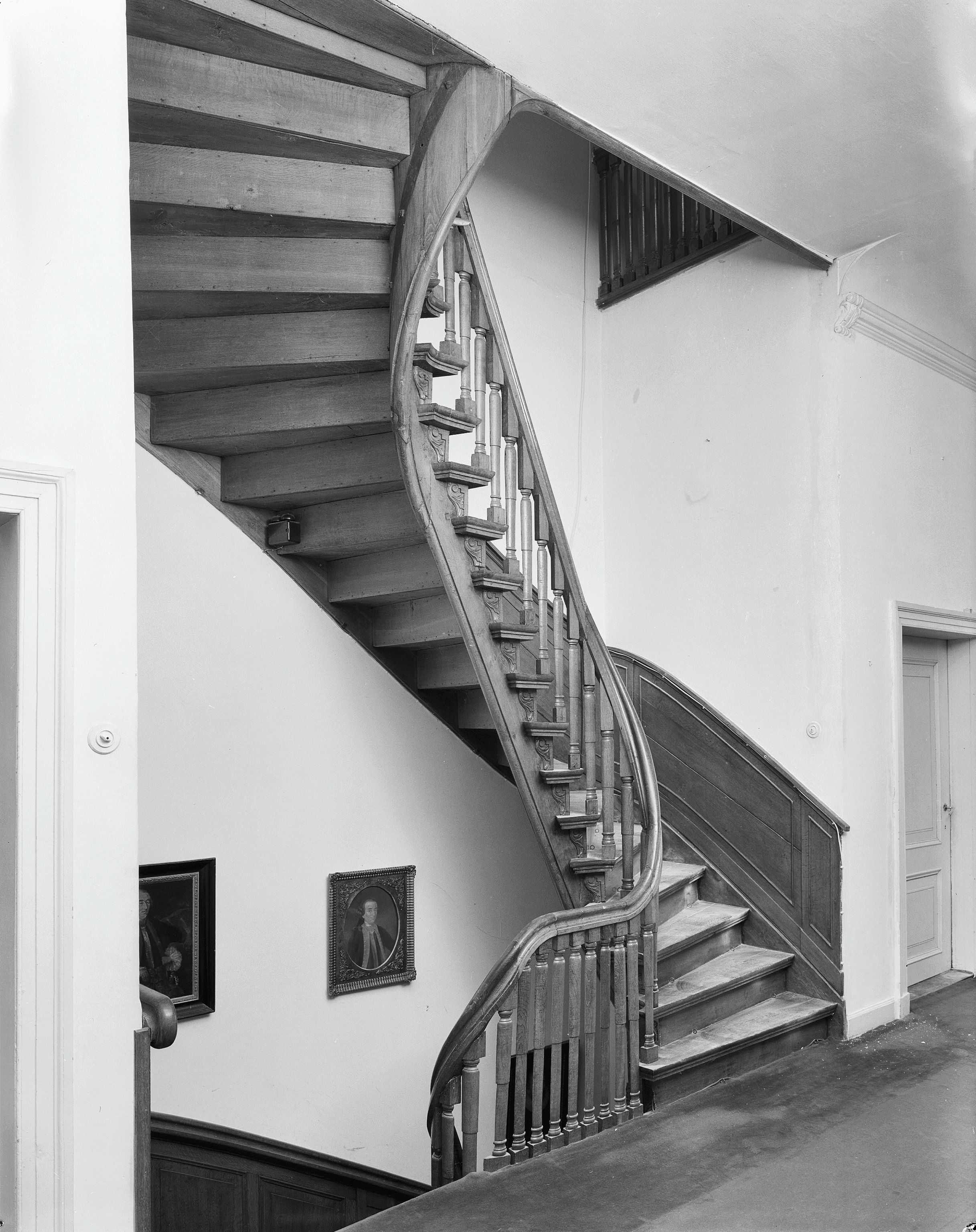
trap eerste verdieping (1977)
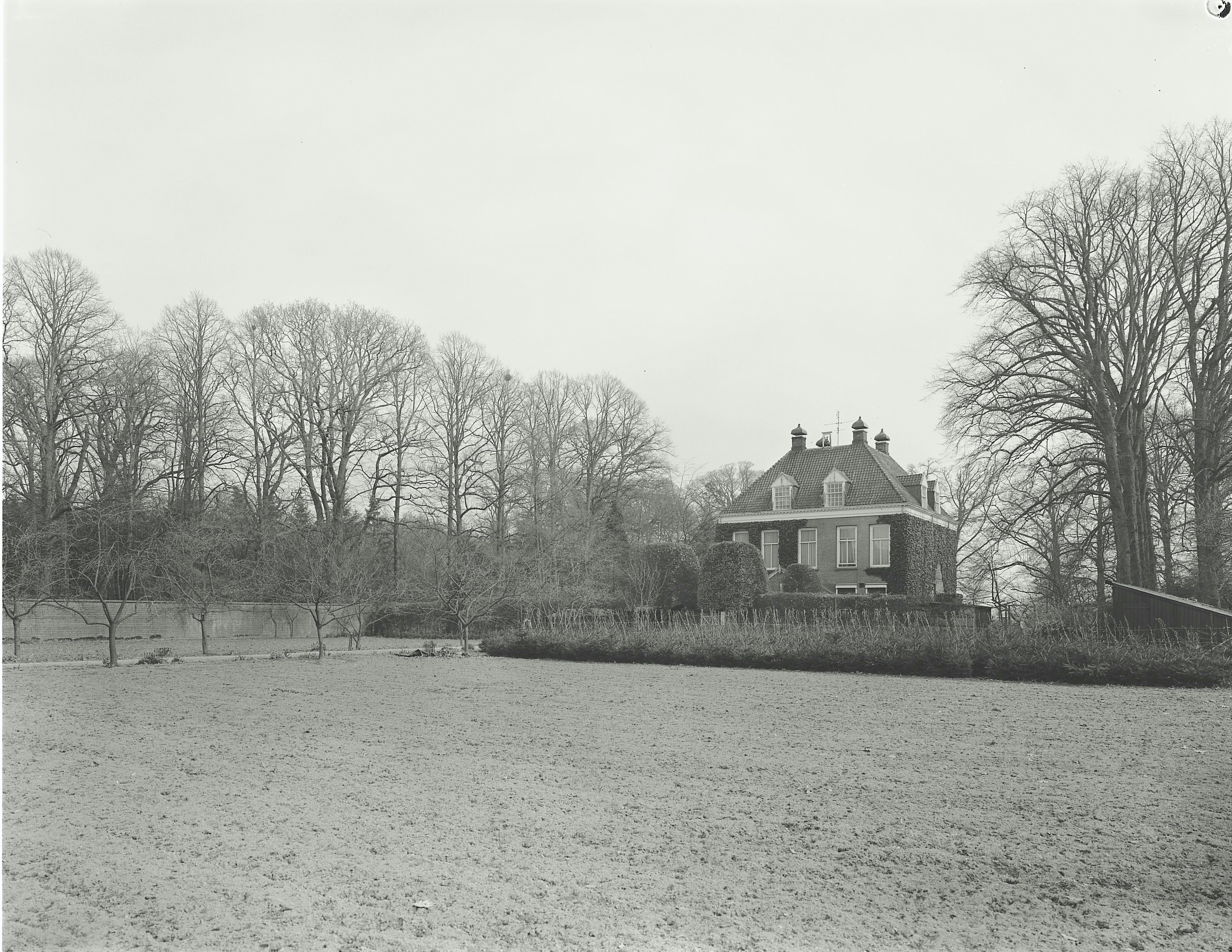
Overzicht achtergevel vanuit de tuin (1977)